# San Luigi Grignion de Montfort (titre cardinalice)
Pour les articles homonymes, voir Grignion et Montfort.
Le titre cardinalice de San Luigi Maria Grignion de Montfort (Saint-Louis-Marie-Grignion-de-Montfort) est érigé par le pape Jean-Paul II le 28 juin 1991 et rattaché à l'église homonyme (it) construite dans les années 70 dans le quartier Primavalle à Rome. 

## Titulaires
- Robert Coffy (1991-1995)
- Serafim Fernandes de Araújo (1998-2019)
- Felipe Arizmendi Esquivel (2020-...)